# Acanthophyllum sarawschanicum
Acanthophyllum sarawschanicum là loài thực vật có hoa thuộc họ Cẩm chướng. Loài này được Golenkin mô tả khoa học đầu tiên năm 1893.